# 肯尼·坎寧安
肯尼思·爱德华·坎寧安（英語：Kenneth Edward Cunningham，1971年6月28日—）是愛爾蘭足球運動員，日前被新特蘭解約而成為自由身球員，由於未能找到新東家，退出職業足球員生涯。

## 職業生涯
他的職業生涯始于托爾卡流浪（Tolka Rovers），自1988年8月1日至1989年9月18日期間也留在托爾卡流浪。
接著轉投米禾爾，在隨後的五年共上陣135場聯賽，進了一個入球。1994年11月，他和隊友琼·古德曼（Jon Goodman）一起轉投溫布頓，轉會費一共一百三十萬英磅，坎寧安在「頓斯」為球隊上陣達250場聯賽。
2002年，坎寧安轉投伯明翰，在他加入後的首季便獲選為年度最佳球員。
在2005年至2006年賽季，伯明翰護級失敗，坎寧安及另外七位正選球員被解約。2006年5月11日，坎寧安嚴厲指責伯明翰領隊及董事會，認為球隊降級歸咎於缺乏準備，他比喻球隊如「僵硬的屍體」、「沒有心跳、沒有靈魂」。
2006年7月19日，坎寧安加盟，新特蘭主席亦讚賞坎寧安的領導才能。坎寧安為「黑貓」上陣11場，協助球隊奪得英格蘭足球冠軍聯賽冠軍，但他在十月以後已沒有上陣。在2005年至2006年賽季接近結束的時候，坎寧安被領隊解約。
在被新特蘭解約後，坎寧安退役，目前在愛爾蘭RTE電台工作，成為英超的權威人士。

## 外部連結
- 肯尼·坎寧安的職業統計